# España en el Festival de la Canción de Eurovisión 2019
España participó en el Festival de Eurovisión 2019,  que celebró su 64.ª edición en Tel Aviv (Israel). 
El representante español, Miki Núñez, fue elegido por los espectadores en una gala especial del talent show Operación Triunfo.

## Preselección del candidato
El 14 de septiembre de 2018 fue anunciado por Toni Sevilla, que el próximo representante de España en el Festival de Eurovisión saldría del talent-show musical Operación Triunfo, repitiendo RTVE la misma fórmula que utilizó en 2002, 2003, 2004 y 2017.
En un principio, se confirmó por parte de RTVE que en la preselección participarían los dieciséis finalistas del programa, aunque finalmente, se confirmó que solo trece de ellos aspirarían a conseguir la victoria en la preselección, quedando fuera África, Dave y Alfonso.

## Fases del concurso

### Recepción de candidaturas
Del 1 de noviembre al 15 de noviembre de 2018, los compositores pudieron enviar su candidatura a TVE. En total, se recibieron más de 1 000 canciones, de las cuales 953 fueron enviadas a través del formulario de participación de RTVE.es, y el resto por autores invitados directamente por Gestmusic.

### Primera fase
Finalmente el día 11 de diciembre se anunciaron las 17 canciones finalistas que se someterían a un proceso de votación, grabando los participantes un extracto de un minuto de sus canciones, las cuales se votarían por parte de la audiencia a través de la página web de RTVE el día 20 de diciembre, pudiendo votar diariamente a sus tres canciones favoritas. Las votaciones cerraron el día 2 de enero a las 23:59 horas.
La votación en línea concluyó con la clasificación directa de «Muérdeme», «Hoy vuelvo a reír otra vez» y «La clave».
| Primera fase – Votación en línea | Primera fase – Votación en línea | Primera fase – Votación en línea |
| Puesto                           | Concursante                      | Canción                          |
| -------------------------------- | -------------------------------- | -------------------------------- |
| 1                                | María Escarmiento                | «Muérdeme»                       |
| 2                                | Noelia Franco                    | «Hoy vuelvo a reír otra vez»     |
| 3                                | Natalia Lacunza                  | «La clave»                       |
| 4                                | Famous Oberogo                   | «No puedo más»                   |
| 5                                | Miki Núñez                       | «La venda»                       |
| 6                                | Alba Reche                       | «Qué será luego»                 |
| 7                                | Marilia Monzón                   | «Todo bien»                      |
| 8                                | Marta Sango                      | «Vuelve»                         |
| 9                                | Miki Núñez y Natalia Lacunza     | «Nadie se salva»                 |
| 10                               | Sabela Ramil                     | «Hoy soñaré»                     |
| 11                               | Julia Medina                     | «¿Qué quieres que haga?»         |
| 12                               | Carlos Right                     | «Se te nota»                     |
| 13                               | Damion Frost                     | «Sale»                           |
| 14                               | Sabela Ramil                     | «Dímelo de frente»               |
| 15                               | Carlos Right                     | «Nunca fui»                      |
| 16                               | Joan Garrido y Marilia Monzón    | «A tu lado»                      |
| 17                               | Miki Núñez                       | «El equilibrio»                  |

### Segunda fase
Un jurado formado por cinco personas, siendo estos dos miembros de la dirección de RTVE, un miembro de RTVE Digital y dos profesores de la academia de Operación Triunfo, decidieron cuáles serían las 7 canciones restantes, siendo un total de 10 canciones las que pasarían a la final en vivo.
| Segunda fase – Votación del jurado | Segunda fase – Votación del jurado | Segunda fase – Votación del jurado |
| Concursante                        | Canción                            | Resultado                          |
| ---------------------------------- | ---------------------------------- | ---------------------------------- |
| Carlos Right                       | «Se te nota»                       | Finalista                          |
| Famous Oberogo                     | «No puedo más»                     | Finalista                          |
| Julia Medina                       | «¿Qué quieres que haga?»           | Finalista                          |
| Marilia Monzón                     | «Todo bien»                        | Finalista                          |
| Miki Núñez                         | «La venda»                         | Finalista                          |
| Miki Núñez y Natalia Lacunza       | «Nadie se salva»                   | Finalista                          |
| Sabela Ramil                       | «Hoy soñaré»                       | Finalista                          |
| Alba Reche                         | «Qué será luego»                   | Eliminada                          |
| Carlos Right                       | «Nunca fui»                        | Eliminada                          |
| Damion Frost                       | «Sale»                             | Eliminada                          |
| Joan Garrido y Marilia Monzón      | «A tu lado»                        | Eliminada                          |
| Marta Sango                        | «Vuelve»                           | Eliminada                          |
| Miki Núñez                         | «El equilibrio»                    | Eliminada                          |
| Sabela Ramil                       | «Dímelo de frente»                 | Eliminada                          |

### Final
La gala de preselección para seleccionar la canción y el representante/s de España en el festival de Eurovisión 2019 en Tel Aviv (Israel) el 18 de mayo, tuvo lugar el 20 de enero de 2019. En ella participaron las tres canciones más votadas en la votación en línea y las siete canciones elegidas por el jurado internamente.   
| Final nacional | Final nacional               | Final nacional               | Final nacional                                                              | Final nacional | Final nacional |
| N.º            | Concursante                  | Canción                      | Compositor(es)                                                              | Televoto       | Puesto         |
| -------------- | ---------------------------- | ---------------------------- | --------------------------------------------------------------------------- | -------------- | -------------- |
| 1              | Marilia Monzón               | «Todo bien»                  | Sananda, Chris Wahle, Andreas Öhrn y Juan Carlos Fuguet López               | 6%             | 6              |
| 2              | Sabela Ramil                 | «Hoy soñaré»                 | Jesús Cañadilla y Alejandro de Pinedo                                       | 2%             | 9              |
| 3              | Famous Oberogo               | «No puedo más»               | Leroy Sánchez, Louis Biancaniello y Nolan Sipe                              | 5%             | 7              |
| 4              | Natalia Lacunza              | «La clave»                   | Merche, Ander Pérez, Nuria Azzouzi y Rosa Martínez                          | 6%             | 5              |
| 5              | Julia Medina                 | «Qué quieres que haga»       | David Santisteban e India Martínez                                          | 3%             | 8              |
| 6              | Miki Núñez                   | «La venda»                   | Adrià Salas                                                                 | 34%            | 1              |
| 7              | Noelia Franco                | «Hoy vuelvo a reír otra vez» | Jacobo Calderón y Álex Ubago                                                | 7%             | 4              |
| 8              | Carlos Right                 | «Se te nota»                 | Juan Pablo Isaza y Juan Pablo Villamil                                      | 1%             | 10             |
| 9              | Natalia Lacunza y Miki Núñez | «Nadie se salva»             | María Peláe, Nil Moliner y Javi Garabatto                                   | 14%            | 3              |
| 10             | María Escarmiento            | «Muérdeme»                   | Juan Luis Suárez, David Feito, Victoria Riba, Nuria Azzouzi y Rosa Martínez | 22%            | 2              |